# Steinschnittlage

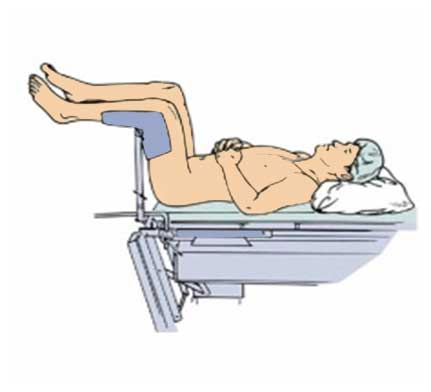
Steinschnittlage

Die Steinschnittlage (kurz SSL; auch: Steinschnittlagerung) ist eine medizinische Lagerungsposition des Patienten, die Gynäkologen, Urologen und Proktologen verwenden und für die oft ein spezieller Untersuchungsstuhl, der gynäkologische Stuhl, verwendet wird.

## Ursprung des Begriffes
Der Begriff kommt aus der historischen Medizin: Blasensteine wurden früher vom Steinschneider ausschließlich in dieser Lagerung entfernt.

## Durchführung und Anwendung
Bei der Steinschnittlagerung liegt der Patient auf dem Rücken, welcher flach aufliegen muss. Mithilfe von hochgestellten Halbschalen wird für eine Hüftbeugung von knapp 90° gesorgt. Die Knie sind angewinkelt und die Unterschenkel werden auf Stützen gelagert, in etwa 100° Kniebeugung. Präventiv werden die Unterschenkel gepolstert, um den Auswirkungen der Druckschäden des Nervus peroneus zu entgehen. Die Beine sind etwa 50 bis 60° voneinander abgespreizt. Das Spreizen der Beine ist allerdings abhängig von dem anatomischen und physiologischen Zustand des Patienten.
Die Steinschnittlagerung mit abgesenkten Beinen wird bei Operationen wie Laparoskopien, Laparotomien und Zystoskopien durchgeführt. In der Vorbereitung wird hierbei auf die Polsterung des Rückens geachtet in Form von Gel- und Vakuummatten. Bei der Rückenlage wird zusätzlich durch die polsternden Materialien für Stabilität und Rutschfestigkeit gesorgt. Bei der abgesenkten Form liegen die Beine unterstützt durch Halbschalen in einer Kniebeugung von 160°. Um das innere Genitale besser erreichen zu können, sollten die Oberschenkel in einer Linie mit dem Körper sein („abgesenkte Beine“). Bei Laparoskopien hingegen hat ein vorsichtiger Umgang Priorität, d. h. die Oberschenkel sollten in einem Winkel von 15° bis 20° zum Körper stehen, um Verletzungen beim Einstich zu vermeiden.
Eingriffe an der membranösen Harnröhre sowie der perineale Zugang zur Prostata verlangen eine extreme Steinschnittlagerung. Mit Beugung in der Lendenwirbelsäule, Anheben des Steißes (schräges Lagerungskissen) und stärkerer Beugung im Hüftgelenk kann mit der Lagerung das Perineum parallel zum Fußboden ausgerichtet werden. Die Beine werden in speziellen Halterungen aufgehängt. Entscheidend ist die Polsterung aller relevanten Druckpunkte.
Die Lagerung ist immer brauchbar, wenn die Region des Urogenitalsystems das Zielgebiet einer Operation ist. Bei distalen Dickdarm- und Enddarmresektionen wegen Enddarmkarzinomen kann sowohl von der Steinschnittlage ausgehend als auch über eine Unterbauchlaparotomie oder laparoskopisch operiert werden.

## Terminologie zur Lokalisation im Afterbereich
In der Allgemeinchirurgie ist die Bezeichnung Steinschnittlage oder SSL ebenfalls zur Lokalisationsbeschreibung von Analfissuren oder Analabszessen üblich. Dabei schaut man von fußwärts auf den auf dem Rücken liegenden Patienten und stellt sich eine Uhr (mit der zentralen Achse im Anus) vor: „12 Uhr SSL“ bedeutet zum Damm hin, „6 Uhr SSL“ bedeutet zum Steißbein hin. Bei Bauchlage muss entsprechend umgerechnet werden.

## Komplikationen
Komplikationen der Steinschnittlagerung sind sehr selten. Sie kann zu einem Kompartmentsyndrom des Unterschenkels, zu Läsionen des Nervus femoralis oder des Nervus peroneus führen. Risikofaktoren sind lange Lagerungszeiten sowie starke Beugung und Rotation im Hüftgelenk.

## Kontraindikationen
Kontraindikationen für eine Steinschnittlagerung sind Kontrakturen oder Hüftgelenkserkrankungen mit fehlender Möglichkeit der Steinschnittlagerung, insbesondere wichtig sind die Beugung und die Abduktion im Hüftgelenk.